# Oriole de Sainte-Lucie
Icterus laudabilis
Espèce
Statut de conservation UICN

 EN  : En danger
L'Oriole de Sainte-Lucie (Icterus laudabilis) est une espèce d'oiseau de la famille des ictéridés endémique de Sainte-Lucie.

## Habitat
L’Oriole de Sainte-Lucie habite divers types de forêts, mais plus particulièrement les forêts humides.

## Nidification
Le nid est un panier suspendu, souvent fixé à une feuille de bananier ou de cocotier.  Il peut être parasité par le vacher luisant.